# Мукдахан
Мукдахан (тайск. มุกดาหาร) — город в Таиланде, столица одноимённой провинции.

## История
Город был основан в 1767 году. В 1982 году указом короля была создана провинция Мукдахан и за городом был закреплён статус столицы провинции.

## География
Город находится в 550 км к северо-востоку от Бангкока на правом берегу реки Меконг. На противоположном берегу реки располагается лаосский город Саваннакхет. Города связывает открытый в декабре 2006 года Второй мост тайско-лаосской дружбы.

## Население
По состоянию на 2015 год население города составляет 33 242 человека. Плотность населения — 935 чел/км². Численность женского населения (51 %) превышает численность мужского (49 %).